# Scleria melanotricha
Scleria melanotricha är en halvgräsart som beskrevs av Ferdinand von Hochstetter och Achille Richard. Scleria melanotricha ingår i släktet Scleria och familjen halvgräs. Inga underarter finns listade i Catalogue of Life.